# Admir Teli
Admir Teli est un footballeur albanais né le 2 août 1981 à Shkodër. Depuis 2009 il évolue comme défenseur au FK Qarabağ Ağdam.

## Carrière
- 2000-2008 : KS Vllaznia Shkodër
- 2008-jan. 2009 : Hacettepe SK
- depuis jan. 2009 : FK Qarabağ Ağdam [1]

## Palmarès
- Championnat d'Azerbaïdjan : 2014 et 2015
- 23 sélections et 0 but avec l'équipe d'Albanie depuis 2008.